# Metamorfoze lista
Metamorfoza lista je promena funkcije lista u cilju prilagođavanja različitim uslovima života na različitim prirodnim staništima.
Pored funkcije asimilacije list može da stekne nove funkcije i tada dolazi do promene njegove građe. Kod nekih biljaka pod uticajem specijalnih uslova staništa, lišće preuzima naročite funkcije, te se u vezi s tim metamorfozira.

## Metamorfoza lista u trn
Kod mnogih biljaka lišće se delimično ili potpuno preobraća u trnove. Kod nekih biljaka se u trnove preobraćaju samo završeci lisnih nerava. Kod 
šimširike ceo list na dugom izdanku menja se u trn, a u njegovom pazuhu razvijaju se kratki izdanci koji nose lišće i cvetove. Lišće skulenata, na primer kod kaktusa se preobraća u trnove čime se reducira lisna transpiraciona i fotosintetska površina, a pošto su to autotrofne biljke funkciju fotosinteze preuzima stablo. U prirodi često dolazi do metamorfoze lista u trn radi smanjenja radi smanjenja transpiracije i odbrane od životinja. Metamorfoza kod listova moze biti:
1. Delimična metamorfoza - metamorfoza samo nervnih završetaka (palamida,stričak)
2. Potpuna metamorfoza - promena cele liske (šimširika, kaktus)

## Metamorfoza lista u rašljiku
Rašljike (vitice) lisnog porekla imaju istu funkciju kao i one koje nastaju metamorfozom izdanka. Rašljike lisnog porekla sreću se u mnogih predstavnika familije Febaceae. Vršni deo lista metamorfoziran je u proste ili razgranate rašljike. Metamorfoza listova u rašljike zastupljena je kod vinove loze, graška, bršljana i mnogih drugih. 
Rašljike predstavljaju končaste organe koji se obavijaju oko okolnih predmeta i susednih biljaka tako da održavaju stablo u uspravnom položaju.

## Ostali oblici metamorfoze listova
- Filodije - predstavljaju pljosnate listolike organe koji preuzimaju ulogu listova i vrše fotosintezu. Filodije nastaju od lisne drške, a lisna ploča je potpuno redukovana.
- Listovi za apsorpciju vode - javljaju se kod nekih tropskih epifita. Karakteristični su po tome sto imaju dlake za apsorpciju vode.
- Listovi za magacioniranje vode - javljaju se kod biljaka koje naseljavaju sušna i slana staništa, služe za nagomilavanje velike količine rezervne vode u vakuolama vodenog parenhima.  Ovakav oblik metamorfoze lista je zastupljen kod aloja i čuvarkuće.
- Listovi metamorfozirani u vezi sa specifičnim načinom ishrane - služe za hvatanje i varenje insekata i malih životinja radi dopune ishrane azotom. Postoje četiri osnovna tipa ovakvih metamorfoziranih listova, gde pored liske, često metamorfoziraju zalisci i lisna drška kao što su:
- Metamorfoze listova u kantice i bokale (Nepenthes)
- Listovi sa specijalnim lepljivim žlezdanim dlakama (Drosera)
- Listovi preobraženi u meškove za hvatanje vodenih životinjica (Utricularia)
- Listovi prilagođeni aktivnom hvatanju životinja pokretima lisne ploče (Dionea)

## Literatura
- Prof. dr Momčilo Kojić, prof. dr Sofija Pekić, prof. dr Zora Dajić, Botanika, izdavačka kuća "Draganić", Novi Beograd, 2004
- Dragana Rančić, Svetlana Aćić, Ivan Šoštarić, Praktikum iz poljoprivredne botanike sa radnom sveskom, Beograd, 2016

## Spoljašnje veze
- Biološki kabinet